# Vương tử Triều
Vương tử Triều (chữ Hán: 王子朝; trị vì: 520 TCN-516 TCN), là vị vương thất cướp ngôi nhà Chu trong lịch sử Trung Quốc và không được xem là vua chính thống của nhà Chu.
Ông tên thật là Cơ Triều (姬朝), con trai thứ của Chu Cảnh vương, vua thứ 24 của nhà Chu và em Chu Điệu vương, vua thứ 25 nhà Chu.

## Ghi chép trong Tả truyện
Năm 527 TCN, dưới thời cha Cơ Triều là Chu Cảnh vương, thái tử mất. Vương tử Triều được vua cha yêu quý, cùng một người anh khác là vương tử Mãnh tranh giành ngôi vua. Các đại thần Thiền Mục công, Lưu Văn công ủng hộ vương tử Mãnh, đại phu Tân Khởi về phe Tử Triều.
Tháng 4 năm 520 TCN, Chu Cảnh vương bị bệnh, tập hợp đại thần ban lệnh giết vương tử Mãnh để cho Tử Triều làm thái tử. Tuy nhiên việc chưa thành thì Cảnh vương chết, phó thác Tử Triều cho Tân Khởi. Tuy nhiên lúc đó, nhân dân cùng các đại thần giết Tân Khởi, lập Cơ Mãnh làm vua, tức Chu Điệu vương.
Tháng 6 năm đó, Tử Triều xúi giục vương tộc hai chi Linh vương và Cảnh vương nổi loạn, cùng Mao bá Phủ, Doãn Văn công, Triệu Trang công tranh ngôi với Điệu vương, Điệu vương chạy sang nước Tấn. Đến tháng 10, Tấn Khoảnh công sai Tuân Lịch phò Điệu vương về kinh.
Không lâu sau Điệu vương bệnh chết, thái tử Cái lên ngôi tức Chu Kính vương. Sau khi quân Tấn rút đi, Tử Triều một lần nữa nổi loạn, chiếm thành Liễu vương rồi xưng Chu vương. Kính vương ở phía đông và Tử Triều ở phía tây, hình thành cục diện nhị vương.
Năm 516 TCN, Triệu Ưởng và Tuân Lịch nước Tấn hội chư hầu đem quân cứu Kính vương, Tử Triều thất bại, cùng Mao bá Phủ, Duẫn Văn công và Triệu Trang công trốn sang nước Sở.
Năm 505 TCN, nước Ngô chiếm Dĩnh đô của Sở, nhân tình hình rối loạn, năm 504 TCN, vua Chu sai người sang Sở giết Tử Triều.

## Ghi chép trong sử ký
Tuy nhiên sử ký ghi chép khác với Tả truyện về Cơ Triều, viết rằng sau khi Điệu vương lên ngôi mới 7 tháng thì Cơ Triều làm binh biến giết Điệu vương. Con Điệu vương là Cơ Cái được nước Tấn giúp, đem quân về kinh, Cơ Triều thần phục Kính vương.
Năm 516 TCN, Tử Triều lại làm loạn, giành ngôi với Chu Kính vương. Kính vương lại chạy sang nước Tấn. Tấn Khoảnh công triệu tập chư hầu đưa Kính vương về nước và xây thành cho nhà Chu. Tuy nhiên Cơ Triều vẫn được tha.
Năm 504 TCN, Tử Triều lại khởi loạn lần thứ 3, Kính vương lại chạy sang nước Tấn. Tấn Định công mang quân đưa Kính vương về nước, dẹp dứt loạn Tử Triều.
Tuy sử liệu ghi chép khác nhau nhưng đều thống nhất điểm chung là: Tử Triều tranh ngôi làm vua 3 lần nhưng đều thất bại, không được xem là vị vua chính thống của nhà Chu.